# Phoenix Mercury 1999
La stagione 1999 delle Phoenix Mercury fu la 3ª nella WNBA per la franchigia.
Le Phoenix Mercury arrivarono quinte nella Western Conference con un record di 15-17, non qualificandosi per i play-off.

## Roster
| N° | Naz.                   | Ruolo | Sportivo         | Anno | Alt. | Peso |
| -- | ---------------------- | ----- | ---------------- | ---- | ---- | ---- |
| 0  | Stati Uniti (bandiera) | A     | Toni Foster      | 1971 | 185  | 79   |
| 2  | Canada (bandiera)      | A     | Merlelynn Lange  | 1969 | 198  | 113  |
| 3  | Stati Uniti (bandiera) | A     | Lisa Harrison    | 1971 | 183  | 74   |
| 4  | Australia (bandiera)   | G     | Kristi Harrower  | 1975 | 165  | 59   |
| 7  | Australia (bandiera)   | G     | Michele Timms    | 1965 | 170  | 60   |
| 8  | Russia (bandiera)      | C     | Marija Stepanova | 1979 | 203  | 85   |
| 12 | Stati Uniti (bandiera) | G     | Edna Campbell    | 1968 | 173  | 68   |
| 14 | Germania (bandiera)    | C     | Marlies Askamp   | 1970 | 196  | 90   |
| 15 | Slovacchia (bandiera)  | G     | Andrea Kuklová   | 1971 | 183  | 68   |
| 22 | Stati Uniti (bandiera) | A     | Jennifer Gillom  | 1964 | 191  | 79   |
| 23 | Stati Uniti (bandiera) | A     | Angela Aycock    | 1973 | 188  | 78   |
| 24 | Stati Uniti (bandiera) | A     | Clarissa Davis   | 1967 | 185  | 75   |
| 30 | Stati Uniti (bandiera) | A     | Amanda Wilson    | 1977 | 183  | 73   |
| 32 | Stati Uniti (bandiera) | G     | Bridget Pettis   | 1971 | 175  | 68   |

## Staff tecnico
- Allenatore: Cheryl Miller
- Vice-allenatori: Carrie Graf, Howie Landa
- Preparatore atletico: Carolyn Griffiths